# Köln Messe/Deutz
Köln Messe/Deutz – stacja kolejowa w Kolonii, w dzielnicy Deutz, w kraju związkowym Nadrenia Północna-Westfalia, w Niemczech. Stacja posiada 6 peronów.
| Köln Messe/Deutz              |  |                |
| Linia Köln Hbf – Duisburg Hbf |  |                |
| Köln Hbf                      |  | Köln-Buchforst |